# Euklidiskt rum

Varje punkt i ett tredimensionellt euklidiskt rum bestäms av tre koordinater

Ett euklidiskt rum är ett reellt vektorrum(ifrågasatt?) där en skalärprodukt är definierad. Ibland krävs också att rummet är ändligdimensionellt. Jämför inre produktrum.
Euklidiska rum är så kallade för att de bland den moderna matematikens många typer av rum närmast motsvarar Euklides rumsbegrepp. I ett euklidiskt rum kan man definiera vinklar, avstånd, linjer, plan och så vidare; och dessa objekt har de egenskaper de tillskrivs i euklidisk geometri. Däremot skulle Euklides själv inte känts vid definitionen av ett modernt euklidiskt rum, eftersom denna involverar begrepp som preciserades först på 1800-talet. 